# Thymopsis
Thymopsis es un género de plantas fanerógamas perteneciente a la familia de las asteráceas. Comprende 4 especies descritas y solo 2 aceptadas.

## Taxonomía
El género fue descrito por  George Bentham y publicado en Genera Plantarum 2: 201, 407. 1873. La especie tipo es: Thymopsis wrightii Benth.

## Especies aceptadas
A continuación se brinda un listado de las especies del género Thymopsis aceptadas hasta junio de 2012, ordenadas alfabéticamente. Para cada una se indica el nombre binomial seguido del autor, abreviado según las convenciones y usos.
- Thymopsis brittonii Greenm.
- Thymopsis thymoides (Griseb.) Urb